# Jasmin Wagner
Jasmin Wagner (n. 20 aprilie 1980 în Hamburg) este cântăreață de muzică pop, moderatoare TV și actriță germană. Ea a folosit pseudonimul "Blümchen", fiind considerată ca una dintre cele mai bune soliste germane, a anilor 1990.

## Albume
sub numele de Blümchen
| Anul | Titlu                                                           | Chart-Position | Chart-Position | Chart-Position |
| Anul | Titlu                                                           | DE Album       | AT Album       | CH Album       |
| ---- | --------------------------------------------------------------- | -------------- | -------------- | -------------- |
| 1996 | Herzfrequenz                                                    | 18             | 14             | 15             |
| 1997 | Verliebt …                                                      | 7              | 11             | 9              |
| 1998 | Jasmin (SWE #25)                                                | 8              | 19             | 20             |
| 1999 | Live in Berlin                                                  | 57             | —              | —              |
| 2000 | Die Welt gehört dir (SWE #40)                                   | 18             | —              | 86             |
| 2000 | Für Immer und Ewig – Das Beste von Blümchen (SWE #51)           | 95             | —              | —              |
| 2003 | Best Of (Für immer und ewig-Doppelalbum + DVD mit allen Videos) | —              | —              | —              |

sub numele de Blossom
- 1996: Heartbeat
- 1997: Heartbeat (ediție japoneză)
- 1997: In Love …
- 1997: In Love … (ediție japoneză)
- 1998: In Love … (ediție asiatică "Singapore")

sub numele de Jasmin Wagner
| Anul | Titlu          | Chart-Position |
| Anul | Titlu          | DE Album       |
| ---- | -------------- | -------------- |
| 2006 | Die Versuchung | 98             |

## Solo
sub numele de Blümchen
| Anul | Titlu                                          | Chartplatzierung | Chartplatzierung | Chartplatzierung | Album                          |
| Anul | Titlu                                          | DE               | AT               | CH               | Album                          |
| ---- | ---------------------------------------------- | ---------------- | ---------------- | ---------------- | ------------------------------ |
| 1995 | Herz an Herz                                   | 4                | 9                | 7                | Herzfrequenz                   |
| 1996 | Kleiner Satellit (Piep, Piep)                  | 9                | 14               | 10               | Herzfrequenz                   |
| 1996 | Boomerang (NO #16)                             | 11               | 10               | 9                | Herzfrequenz                   |
| 1996 | Du und ich                                     | 17               | 14               | 17               | Herzfrequenz                   |
| 1996 | Bicycle Race (NL #68)                          | 28               | 19               | —                | Herzfrequenz – Die Goldedition |
| 1997 | Nur geträumt (SWE #30)                         | 6                | 7                | 12               | Verliebt …                     |
| 1997 | Verrückte Jungs                                | 22               | 23               | —                | Verliebt …                     |
| 1997 | Gib mir noch Zeit (SWE #38)                    | 9                | 18               | 21               | Verliebt …                     |
| 1997 | Sesam Jam (Der, Die, Das)                      | 26               | 36               | —                | Verliebt … – Die Fanedition    |
| 1998 | Blaue Augen                                    | 19               | 20               | 32               | Jasmin                         |
| 1998 | Ich bin wieder hier (SWE #28)                  | 12               | 30               | 20               | Jasmin                         |
| 1998 | Es ist vorbei                                  | 24               | 33               | 47               | Jasmin                         |
| 1999 | Tu es mon ile (Duett mit Yta Farrow) (F #48)   | —                | —                | —                | Jasmin – Die Fanedition        |
| 1999 | Heut’ ist mein Tag (NO #1) (SWE #10)           | 15               | 36               | 41               | Jasmin – Die Fanedition        |
| 1999 | Unter’m Weihnachtsbaum (SWE #23)               | 31               | —                | —                | Live in Berlin                 |
| 2000 | Ist deine Liebe echt? (SWE #32)                | 24               | 81               | —                | Die Welt gehört dir            |
| 2000 | Die Welt gehört mir                            | 96               | —                | —                | Die Welt gehört dir            |
| 2000 | Es ist nie vorbei (Duett mit E-Type) (SWE #28) | —                | —                | —                | Für immer und Ewig             |
| 2000 | Ich vermisse Dich                              | 50               | 66               | —                | Die Welt gehört dir            |

## Filmografie
- 1997: Gute Zeiten – Schlechte Zeiten
- 1998: Blümchen ‘95 – ‘98 (ca Hits + Live din viața „Jasmin-Tour“, VHS)
- 2001: Driven
- 2002: Die Randgruppe
- 2003: Become a Star
- 2003: Operation Dance Sensation
- 2006: Breathful
- 2007: Erdbeereis mit Liebe
- 2007: Krass-Mann-Police-Department
- 2009: Hallo Robbie! (Schwarze Schafe, Serial TV, ZDF)